# Cyphotilapia frontosa
Cyphotilapia frontosa es un pez de la familia Cichlidae nativa del Lago Tanganica en África Oriental. C. frontosa es endémico del Lago Tanganica y se ha generalizado en todas las áreas del lago. A diferencia de muchas especies de cíclidos C. frontosa es pelágico y rara vez las empresas de pescado lo pescan cerca de la costa. La especie se encuentra generalmente en mayor profundidad (30-80 metros de la superficie) que la mayoría de los cíclidos y sube a aguas superficiales en la madrugada para alimentarse. 
El Cyphotilapia frontosa puede crecer a un tamaño significativo, incluso con los especímenes en cautividad potencialmente crecientes a 35 cm de longitud. Estos peces pueden vivir más de 25 años. Es de color blanco o azul con 5 a 7 franjas negras. En la acuariofilia se valora más el que tenga más franjas. La especie también desarrolla una joroba en la nuca o giba más pronunciada en ejemplares adultos.

## En el acuario
C. frontosa es popular en el acuario y varios morfos de color de origen natural están con frecuencia disponibles para la venta a los aficionados. Debido a su tamaño C. frontosa necesita un acuario relativamente grande, sin embargo, es tolerante con heterospecificos. La casa de una sola Frontosa necesita al menos un tanque de 29 galones . Sin embargo Frontosa no le gusta estar solo. Un solo Frontosa necesita de una cueva para vivir, lo que garantiza que la Frontosa se sienta segura. Si una cueva no está presente para satisfacer la necesidad de seguridad, la Frontosa comenzará a atacar a los otros peces en el tanque. Esto es especialmente cierto con los machos. La química del agua y la temperatura debería reflejar las que se encuentran naturalmente en el Lago Tanganica. El PH debe estar entre 7,8 a 9,0 y la temperatura del agua debe estar entre 26 y 27 °C. La adición de piedras u otros objetos de adorno, tales como tuberías, permite que el pez se pueda ocultar y reducir el estrés. C. frontosa es un oportunista de alimentación en la naturaleza y su dieta debe consistir en la buena calidad en los alimentos preparados, alimentos congelados, como el krill y las lombrices de tierra de vez en cuando. 